# Xukuru-Kariri
Gli Xukuru-Kariri sono un gruppo etnico del Brasile che ha una popolazione stimata in circa 2.755 individui (2004). Parlano la lingua portoghese e sono principalmente di fede animista. È formato dai gruppi Xucuru e Kariri.
Vivono nello stato brasiliano dell'Alagoas.